# Vladimír Beneš (1921)
Vladimír Beneš (27. ledna 1921, Plzeň – 18. července 2021) byl český lékař, specializací neurochirurg, a autor novel žánru sci-fi.

## Osobní život
Po maturitě na gymnáziu v Plzni roku 1940 se rozhodl pro studium lékařství, které mohl absolvovat až po skončení druhé světové války, kdy došlo k otevření vysokých škol. V roce 1948 ukončil studium na Fakultě všeobecného lékařství Univerzity Karlovy v Praze. Poté téměř celý svůj profesní život strávil na neurochirurgickém oddělení, později klinice Ústřední vojenské nemocnice v Praze. Zde působil na různých pozicích, v letech 1959–1978 jako zástupce přednosty kliniky. V roce 1978 se stal primářem oddělení dětské neurochirurgie ve FN Motol, kde setrval až do roku 1992.
V roce 1961 obhájil kandidátskou práci (CSc.) a roku 1991 se stal doktorem věd (DrSc.). Roku 1962 se habilitoval pro obor neurochirurgie (docent), jmenovací řízení profesorem pak úspěšně završil v roce 1992. Akademický postup na lékařské fakultě měl zakázán v období normalizace po událostech v srpnu 1968.
Roku 1971 byl hlavním organizátorem neurochirurgického sjezdu v Praze, na kterém byla založena Evropská asociace neurochirurgických společností. V roce 1992 byl prezidentem Kongresu světové společnosti dětské neurochirurgie v Praze.
Naposledy operoval za spolupráce svého syna ve věku 88 let, jelikož pro potřebnou operaci dítěte nebyl k dispozici jiný specialista pro danou oblast.
Jeho syn, prof. Vladimír Beneš (nar. 1953), stejně jako vnuk, doc. Vladimír Beneš (nar. 1979), jsou též neurochirurgové.

## Výbor z díla
- Poranění míchy (monografie) SZN 1961, SZN 1965, Avicenum 1987, VB 1968, USA 1969
- Mozkové krvácení hypertoniků (monografie), Avicenum 1983
- Elektrostimulace zadních míšních provazců při léčbě bolesti, Rozhledy chirurgie 1967
- Věcná chirurgie, Grada 1996 (monografie z historie chirurgie)
- Naklonovaný náhradník (sci-fi novela), Pragma 2000
- Mozek nad mozkem, Grada 2000 (autobiografické vzpomínky)